# 路義普角 (亞利桑那州)
路義普角（英語：Leupp Corner）是位於美國亞利桑那州可可尼諾縣的一個非建制地區。該地的面積和人口皆未知。

## 地理
路義普角的座標為35°04′27″N 110°51′28″W / 35.07417°N 110.85778°W，而該地的平均海拔高度為1547米（即5075英尺）。